# 琼果央孜寺
琼果央孜寺，位于西藏自治区拉萨市曲水县，是一座藏传佛教寺院。

## 简介
2009年起，西藏自治区先后在拉萨市当雄县、尼木县、曲水县3个县开展“广播电视进寺庙无线覆盖试点”，使当雄县的嘎洛寺、康玛寺，尼木县的卓瓦曲碘寺、杰吉寺，曲水县的琼果央孜寺、萨玛扎寺等44座寺院实现广播电视“舍舍通”。
2012年，该寺的2名僧人被评为西藏自治区爱国守法先进僧尼。
在寺庙9+5工程项目建设中，2012年，曲水县农牧局对寺庙温室项目进行全面初验，发现琼果央孜寺温室与图纸不符，验收组遂提出了整改意见。